# Gorillas (supermarkt)
Gorillas of Gorillas Technologies is een van oorsprong Duitse flitsbezorger die dagelijkse boodschappen binnen 10 minuten thuisbezorgt. De boodschappen worden bezorgd door fietskoeriers die vanuit zogenaamde darkstores de boodschappen thuis komen bezorgen. Dit is met name populair geworden ten tijde van de coronapandemie. Het doel is dat de gebruiker tegen retailprijzen levensmiddelen kan bestellen in een online supermarkt via de Gorillas-app voor mobiele apparaten.

## Geschiedenis
Het bedrijf is in mei 2020 opgericht in Berlijn door Kağan Sümer, Jörg Kattner en Ronny Shibley. Het bedrijf opereert in meerdere Europese landen. Sümer zegt dat Gorillas is ontstaan uit een liefde voor zowel fietsen als de service-industrie. Ook zijn kinderjaren in Istanboel hebben een rol gespeeld. Hij zag zijn moeder vanuit haar raam roepen om boodschappen, die al binnen 10 minuten werden thuisbezorgd.

## Missie
Hoewel het bedrijfsmodel van Gorillas er voornamelijk op is gericht om de manier van boodschappen doen ingrijpend en duurzaam te veranderen, onder andere om tijd te besparen en voedselverspilling tegen te gaan, was er vanaf de oprichting al de motivatie om weerstand te bieden tegen een — volgens Sümer — gebroken systeem waarbij bezorgwerk door fietskoeriers voornamelijk werd uitgevoerd door zzp'ers zonder arbeidsovereenkomsten. Gorillas zou er dan ook naar streven om bezorgers in loondienst te nemen met een part-time of fulltime contract.
Ook streeft Gorillas naar eigen zeggen sociale veranderingen na door een cultuur van inclusie en diversiteit te bevorderen. Gorillas beschrijft zichzelf dan ook als een werkgever die gelijke kansen biedt voor iedereen.

## Investeringen
In oktober 2021 maakte Gorillas bekend dat zij 850 miljoen euro aan investeringen hadden opgehaald. Ook Delivery Hero investeerde een groot bedrag in het bedrijf. Toen het bedrijf een marktwaarde kreeg van $ 1 miljard verwierf het als snelgroeiende start-up uiteindelijk een eenhoorn-status in Europa.

## Effecten coronapandemie
Tijdens de coronapandemie bleek er een grote vraag te zijn naar Gorillas. Er werd dan flink geïnvesteerd door geldschieters die ook aandelen hebben in het bedrijf. Gorillas groeide snel en gebruikte het geld voor nieuwe vestigingen in onder andere Nederland, Duitsland, het Verenigd Koninkrijk en ook de Verenigde Staten. Ook kregen de fietskoeriers een arbeidsovereenkomst met bonussen en trainingen.
Door zowel het eindigen van de coronapandemie en concurrentie verloor Gorillas gestaag marktaandeel in Nederland. Daarnaast nam het aantal bestellingen bij flitskoerierdiensten af. In mei 2022 kondigde Gorillas de ontslagen aan van 300 kantoormedewerkers en later werd in Nederland besloten om filialen te sluiten die niet winstgevend genoeg waren, waaronder de magazijnen in Almere, Apeldoorn, Breda, Enschede en Hilversum. Hier tegenover stond wel dat Gorillas zich meer ging richten op een langetermijnstrategie, gericht op het maken van omzet en het leggen van de focus bij magazijnen die wel succesvol zijn.

## Stakingen
Gorillas is zowel in Duitsland als in Nederland de focus geweest van stakingen door werknemers die klagen over slechte arbeidsomstandigheden. In Duitsland is het Gorillas Workers Collective opgericht om de belangen van de fietskoeriers te behartigen. Volgens de Duitse werknemers zouden er problemen zijn met de werkkleding en fietsen, te zware rugtassen, late uitbetaling van salarissen die daarnaast te laag zouden zijn, continue ontslagen binnen de lange proeftijden van 6 maanden en het moeten werken onder gevaarlijke weeromstandigheden.
Gorillas heeft op een aantal stakingen gereageerd met ontkenning en massaontslagen. Volgens Sumer waren de eisen van de riders onredelijk omdat er om uurlonen van rond de € 20,00 werd gevraagd, en hij vond dit bedrag niet passend bij het beroep van fietskoerier. Gorillas beloofde eventueel wel om de fietsen extra te zullen onderhouden en om de rider kit te vernieuwen.
In Nederland bestaat er een soortgelijke vakbond, de Radical Riders, die zich inzet voor betere werkomstandigheden binnen alle flits- en bezorgbedrijven, waarbij de focus ook heeft gelegen op onder andere Gorillas.

## Overname
In december 2022 werd Gorillas overgenomen door Getir. Beide formules trokken zich in 2024 terug uit Nederland.